# Uropsalis lyra

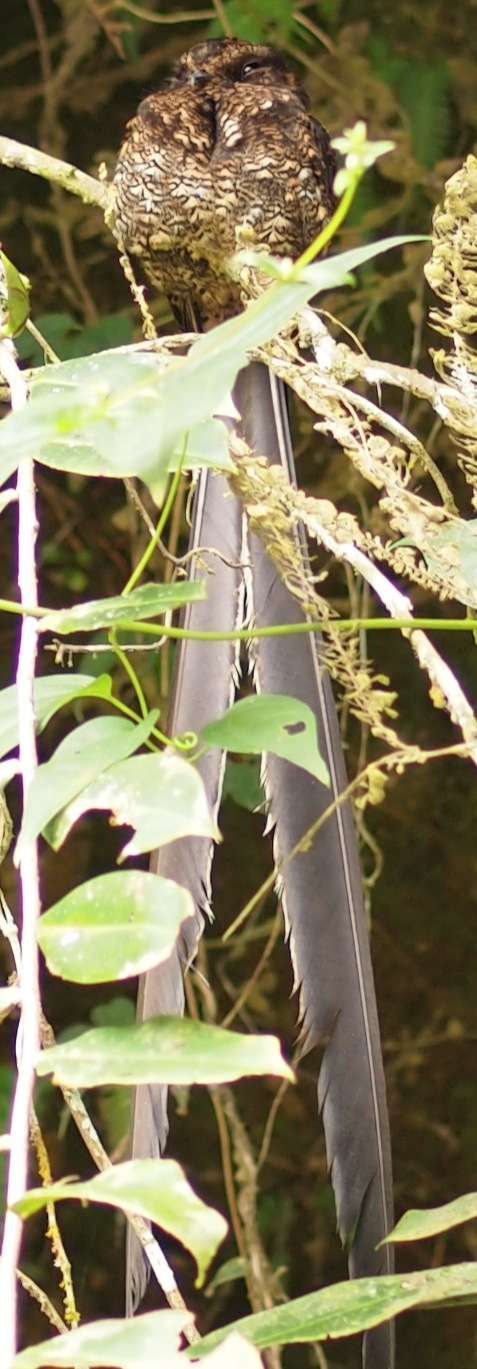
Macho.

El chotacabras lira (Uropsalis lyra, sinónimo Hydropsalis lyra), también denominado atajacaminos lira, dormilón lira, guardacaminos lira, chotacabras cola de lira o aguaitacamino cola de lira, es una especie de ave caprimulgiforme de la familia Caprimulgidae que vive en Sudamérica.

## Distribución y hábitat
Se encuentra en pajonales y bosques abiertos de las montañas de Argentina, Bolivia, Colombia, Ecuador, Perú y Venezuela, entre los 800 y 2.100 metros de altitud.

## Descripción
El macho mide 76 cm de longitud, la hembra 25cm. El macho presenta cabeza gris con motas negras; ollar rojizo rufo sobre la nuca que llega hasta el cuello; dorso rufo a marrón manchado de negro; vientre ocráceo a marrón moteado de negro; alas negras con barras rufas; cola rojiza rufa con barras negras en la base, las plumas externas muy largas de hasta 66 cm de largo, negras y punta blanca. La hembra presenta corona negra con puntos rufos; primarias negras con manchas rufas en las barbas externas; cola negruzca con barras rojizas y sin plumas alargadas.